# People = Shit
«People = Shit» —en español: «La Gente Equivale a la Mierda»— es una canción de la banda estadounidense de metal alternativo, Slipknot. Fue lanzada el 23 de junio de 2002 como el segundo sencillo de su segundo álbum de estudio, Iowa, también es la segunda canción del mismo álbum, es una canción con el que los miembros de la banda y los fans se identifican, por su oscura letra y su pesadez. Contiene un vídeo en directo de su segundo DVD, Disasterpieces.

## Información
Desde que se publicó es tocada en todos los conciertos. Es una de las canciones más oscuras, duras y pesadas de la banda. Contiene un riff de guitarra simple y repetitivo, pero muy pesado. Está llena de electrónica y contiene un solo de batería en medio de la canción.

## Letra
La letra es posiblemente la más oscura de Slipknot y habla desde un punto de vista en el que el mundo se está volviendo falso y de que nosotros somos nuestro peor enemigo. Shawn Crahan, percusionista de la banda nos dice lo siguiente: "Cuanto más veo, más me pone enfermo, no puedo evitarlo, nací en esta maldad, y estoy harto de esto. Además todos nosotros tan sólo somos un montón de esporas y vivimos en nuestros patéticos ecosistemas, yo como humano estoy cansado de ver a la mayoría de los seres humanos cometer errores. Ya he acabado con eso, ya lo he tenido. Somos lo que somos, sólo malgastamos y arruinamos y corrompemos y destruimos. Para mí, eso es sólo malgastar, eso es mierda. Que se joda la gente."

## Créditos
- #0: Sid Wilson - DJ
- #1: Joey Jordison † - Batería
- #2: Paul Gray † - Bajo
- #3: Chris Fehn - Percusión
- #4: Jim Root - Guitarra eléctrica
- #5: Craig Jones - Sampler
- #6: Shawn Crahan - Percusión
- #7: Mick Thomson - Guitarra eléctrica
- #8: Corey Taylor - Voz